# Пондера (округ, Монтана)
Шаблон:StateAbbr_ 48°14′ пн. ш. 112°13′ зх. д. / 48.24° пн. ш. 112.22° зх. д.
Округ Пондера (англ. Pondera County) — округ (графство) у штаті Монтана, США. Ідентифікатор округу 30073.

## Історія
Округ утворений 1919 року.

## Демографія
За даними перепису
2000 року
загальне населення округу становило 6424 осіб, зокрема міського населення було 2748, а сільського — 3676.
Серед мешканців округу чоловіків було 3169, а жінок — 3255. В окрузі було 2410 домогосподарств, 1739 родин, які мешкали в 2834 будинках.
Середній розмір родини становив 3,18.
Віковий розподіл населення поданий у таблиці:
| Стать    | До 15 років | 15-21 | 22-29 | 30-39 | 40-49 | 50-65 | 65-85 | Понад 85 |
| -------- | ----------- | ----- | ----- | ----- | ----- | ----- | ----- | -------- |
| Чоловіки | 764         | 347   | 220   | 365   | 495   | 512   | 417   | 49       |
| Жінки    | 739         | 325   | 198   | 397   | 508   | 510   | 490   | 88       |

## Суміжні округи
- Глейшер — північ
- Тул — північ
- Ліберті — схід
- Чуто — схід
- Тетон — південь
- Флетгед — захід

## Виноски
1. ↑  US Decennial Census. US Census Bureau. Архів оригіналу за 19 липня 2018. Процитовано 29 листопада 2014.
2. ↑  Historical Census Browser. University of Virginia Library. Архів оригіналу за 11 серпня 2012. Процитовано 29 листопада 2014.
3. ↑  Population of Counties by Decennial Census: 1900 to 1990. US Census Bureau. Архів оригіналу за 22 вересня 2018. Процитовано 29 листопада 2014.
4. ↑  Census 2000 PHC-T-4. Ranking Tables for Counties: 1990 and 2000 (PDF). US Census Bureau. Архів оригіналу (PDF) за 18 грудня 2014. Процитовано 29 листопада 2014.
5. ↑  State & County QuickFacts. United States Census Bureau. Архів оригіналу за 21 лютого 2016. Процитовано 16 вересня 2013.(англ.) Наведено за англійською вікіпедією.
6. ↑  American FactFinder. Бюро перепису населення США. Архів оригіналу за 26 лютого 2012. Процитовано 31 січня 2008.

| США | Це незавершена стаття з географії США. Ви можете допомогти проєкту, виправивши або дописавши її. |